# Villagarcía de Arosa
Villagarcía de Arosa (oficialmente en gallego: Vilagarcía de Arousa) es una localidad y municipio de España de la comarca del Salnés, perteneciente a la provincia de Pontevedra de la comunidad autónoma de Galicia. Según el INE, su población en 2022 es de 37 677 habitantes, siendo el décimo municipio más poblado de Galicia. Limita al norte con Catoira, al este con Caldas de Reyes, al sur con Villanueva de Arosa y al oeste con la ría de Arosa. Dista 25 kilómetros de la capital provincial, Pontevedra.
Tiene uno de los recintos feriales más grandes de Galicia, FEXDEGA.

## Demografía
Villagarcía de Arosa cuenta con una población de 37 761 habitantes (INE 2024).
| Gráfica de evolución demográfica de Villagarcía de Arosa entre 1842 y 2021 |
| |
| Población de derecho según los censos de población del INE Población de hecho según los censos de población del INEEn estos censos se denominaba Villagarcía: 1842, 1857, 1860, 1877, 1887, 1897, 1900 y 1910 En estos censos se denominaba Villagarcía de Arosa: 1920, 1930, 1940, 1950, 1960, 1970 y 1981 Entre el censo de 1920 y el anterior, crece el término del municipio porque incorpora a 36502 (Carril) y 36509 (Villajuán) |

### Transporte

#### Puerto

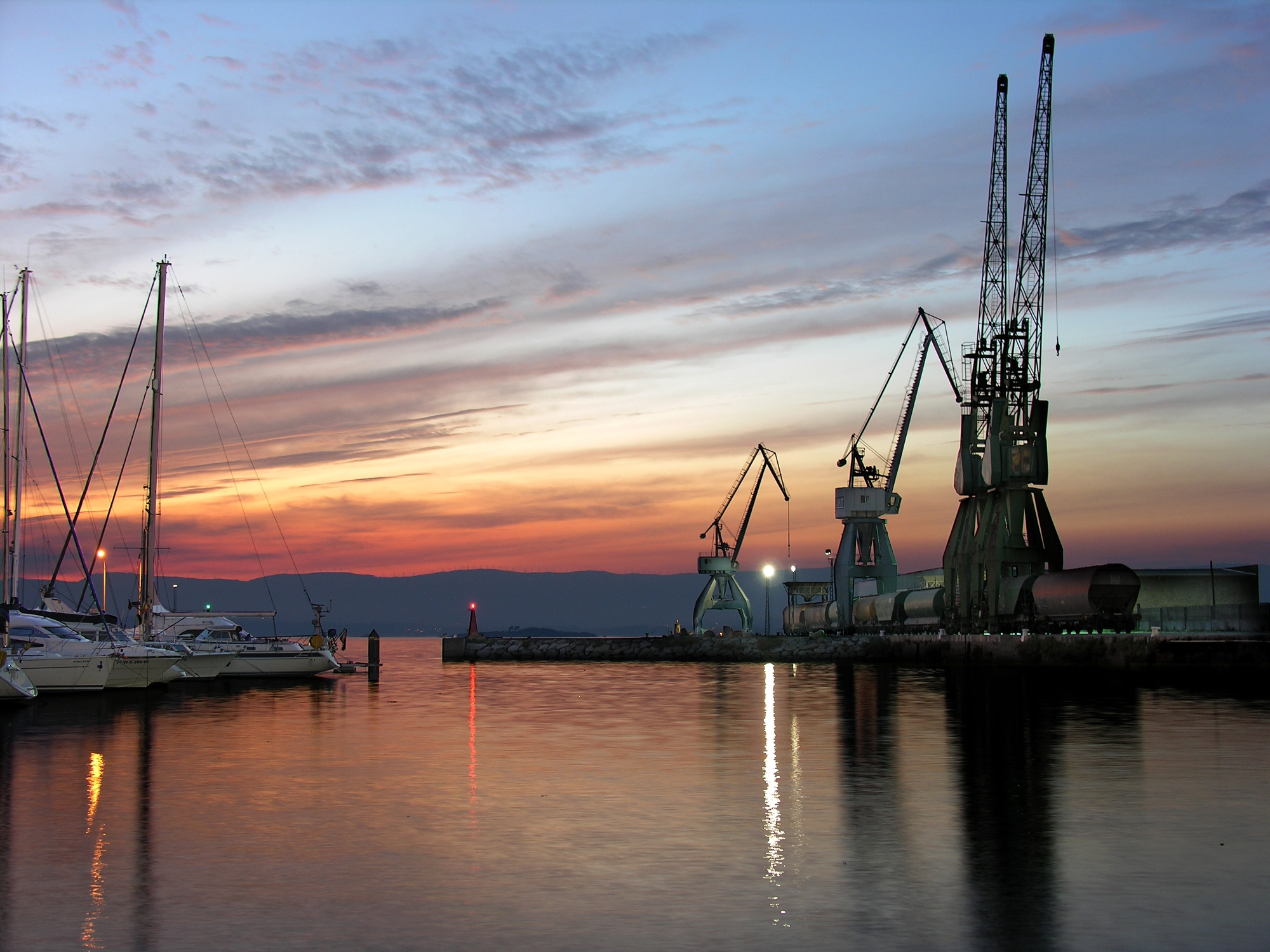
Puerto de Villagarcía de Arosa

El puerto de Villagarcía de Arosa, con sus 566 874 metros cuadrados aproximadamente, es uno de los más importantes componentes de la economía de este municipio y de la comarca.
Si bien su actividad data de mediados del siglo XIX, su origen hay que buscarlo en Carril, que gracias a sus intensas relaciones comerciales «obligaron a que no solo las compañías tuviesen representación comercial en la ría, sino a que también sus gobiernos se vieran en la obligación de abrir en Carril sedes diplomáticas. La entonces pujante villa primero y después Vilagarcía tenían consulados de Gran Bretaña, Portugal, Alemania, Francia, Argentina, Brasil, Chile, México, Uruguay y la República Dominicana».
Actualmente es un significativo punto de exportación e importación de mercancías, de actividad pesquera y de ocio.

#### Ferrocarril
La iniciativa de modernizar las comunicaciones en Galicia partió en 1860 de la Junta Ferroviaria, formada por representantes del Ayuntamiento de Santiago de Compostela y de la Real Sociedad de Amigos del País
Tramo Santiago de Compostela-Carril
Tras varios estudios y deliberaciones se llegó al consenso de que la primera línea de ferrocarril en Galicia debía unir Santiago de Compostela con la Ría de Arosa, escogiendo al pujante puerto de Carril. Tras varios años de vicisitudes, el tren llegó en 1873 a la estación de Carril, enfrente a la playa Compostela. La obra fue culminada por la compañía inglesa The West Galicia Railway Company Limited Archivado el 26 de febrero de 2015 en Wayback Machine., que tenía como gerente a John Trulock, el abuelo de Camilo José Cela.
Tramo Carril-Pontevedra
Años más tarde "The West Galicia Railway, [...] obtenía la concesión de la prolongación ferroviaria entre las localidades
de Carril y Pontevedra. 33 km de vía que unían Carril con Pontevedra".

## Administración y política

### Gobierno municipal
El sábado 15 de junio, se celebró la sesión de constitución del concello de Vilagarcía de Arousa. Tras la jura o promesa de los concelleiros e concelleiras electos, se prosiguió con la investidura de alcalde. La mesa de edad, formada por Luz Abalo (PSdeG-PSOE) y Lucía César Veloso (BNG), informa de que los candidatos a la investidura, deben ser los cabeza de lista de cada partido con representación Alberto Varela (PSdeG-PSOE), Alfonso Gallego (PPdeG), Lucía César Veloso (BNG), Jesús López (EnComúnV), María de la O (MDV) y David Oliveira (Cs).
Tras la votación, realizada por voto secreto, salió el siguiente resultado: A favor de Alberto Varela: 12 votos. A favor de Alfonso Gallego: 5 votos. A favor de María de la O: 1 voto. En blanco (por lo tanto abstenciones): 3 votos
El candidato Alberto Varela, al contar con la mayoría absoluta de su propio grupo, quedó investido alcalde de Vilagacía de Arousa hasta la celebración de las próximas elecciones en el 2023.
| Partido político                                | 2023  | 2023  | 2023       | 2019  | 2019  | 2019       | 2015    | 2015    | 2015       | 2011  | 2011  | 2011       | 2007  | 2007  | 2007       |
| Partido político                                | %     | Votos | Concejales | %     | Votos | Concejales | %       | Votos   | Concejales | %     | Votos | Concejales | %     | Votos | Concejales |
| Partido Popular de Galicia (PPdeG)              | 36,28 | 6378  | 9          | 22,90 | 4170  | 5          | 29,37   | 5338    | 7          | 42,11 | 8054  | 10         | 30,76 | 5946  | 7          |
| Partido dos Socialistas de Galicia (PSdeG-PSOE) | 36,07 | 6340  | 9          | 47,46 | 8642  | 12         | 34,22   | 6221    | 8          | 24,22 | 4633  | 5          | 33,11 | 6401  | 7          |
| Bloque Nacionalista Galego (BNG)                | 11,93 | 2097  | 2          | 7,88  | 1436  | 1          | 9,22    | 1676    | 2          | 13,50 | 2581  | 3          | 14,24 | 2752  | 3          |
| Esquerda Unida (EU)-Marea da Vila (MDV)         | 6,21  | 1092  | 1          | 6,20  | 1130  | 1          | Con SON | Con SON | Con SON    | 9,94  | 1901  | 2          | 13,70 | 2648  | 3          |
| Podemos-En Común-SON                            | 4,84  | 852   | 0          | 6,68  | 1217  | 1          | 15,51   | 2820    | 3          | —     | —     | —          | —     | —     | —          |
| Cidadáns (Cs)                                   | —     | —     | —          | —     | —     | —          | 5,06    | 922     | 1          | —     | —     | —          | —     | —     | —          |
| Participación Democrática Directa (PDDdG)       | —     | —     | —          | —     | —     | —          | 8,25    | 1499    | 1          | —     | —     | —          | —     | —     | —          |
| Independientes por Vilagarcía (IVIL)            | —     | —     | —          | —     | —     | —          | —       | —       | —          | 6,52  | 1247  | 1          | 6,39  | 1235  | 1          |

### Organización territorial
Parroquias que forman parte del municipio:
- Arealonga (Santa Eulalia de Afuera)[14]
- Bamio (San Ginés)
- Carril (Santiago)
- Cea (San Pedro)
- Cornazo (San Pedro)
- Fuentecarmoa[14]
- Rubianes[14]
- San Martín Afuera de Sobrán (San Martín Afuera)
- Santiago Afuera de Carril (Santiago Afora)[14]
- Sobradelo (San Salvador)
- Sobrán (San Martín)
- Soloveira[14]
- Villagarcía (Santa Eulalia e Nosa Señora da Xunqueira)

## Cultura

### Festividades
- Entroido (Carnaval): Fecha variable, entre la quinta y la novena semana del año.
- Fiestas de Santa Rita de Casia: semana del 22 de mayo.
- Fiesta de la música: 21 de junio.
- Fiesta de la Almeja de Carril: 2.ª quincena de agosto.
- Fiesta del Agua de Villagarcía de Arosa: 16 de agosto.
- Fiesta de la toma de las uvas 31 de diciembre.[16]
- Fiestas parroquiales varias durante la mayor parte del año.

### Cementerio Naval Británico
Una de las curiosidades de este municipio es el cementerio Naval Británico o cementerio de los Ingleses, como coloquialmente se le denomina y que dio lugar al apelativo de «ingleses» a los habitantes de Villagarcía de Arosa.
Este camposanto se encuentra en Rubianes, en la carretera general que une Villagarcía de Arosa con Pontevedra, a escasos metros del cementerio municipal, en una parcela que tiene 28 metros de frente y unos 32 metros de fondo. El portalón de este cementerio fue diseñado por el vilagarciano Eduardo Viqueira Cores, y se hizo en Fundiciones Alemparte, de Carril. El contratista de la necrópolis, al igual que el del cementerio general, fue José Mouriño Martínez".
El cementerio data de 1911, es consecuencia de las paradas que realizaba la Royal Navy en la ciudad, la primera documentada data de 1874 y la última fue en 1936. "El establecimiento del cementerio inglés en Vilagarcía fue obra de uno de los vicecónsules que más huella ha dejado en el municipio, Reginald Cameron-Walker, socio fundador del Real Club de Regatas de Galicia. Las defunciones de marinos que ocurrían a veces en la ría y otras en la misma ciudad fueron la razón principal de esta obra, ya que el cementerio municipal era católico". Es propiedad de la Armada británica, al igual que los otros dos camposantos británicos ubicados en Galicia, uno en La Coruña y el otro en Camariñas. 
Una novela que se centra en este tema es “O xardineiro dos ingleses” de Marcos Calveiro.

## Ciudades hermanadas
- Matosinhos, Portugal